# Bergeria octava
Bergeria octava là một loài bướm đêm thuộc phân họ Arctiinae, họ Erebidae.